# Морозова, Юлия Викторовна
Юлия Викторовна Морозова (урожд. Хлызова) (род. 27 июня 1992 года) — казахстанская спортсменка (стрельба пулевая), мастер спорта Республики Казахстан международного класса.

## Карьера
Тренируется в Алма-Ате, тренеры — В. В. Дериглазова, и Г. Р. Насонов.
На Универсиаде 2013 года завоевала две награды: командное золото в стрельбе из быстрого пистолета и командную бронзу в стрельбе из трёх позиций из малокалиберной винтовки.

## Образование
Окончила Казахскую академию спорта и туризма.